# 壷屋強盗殺人事件
壷屋強盗殺人事件（つぼやごうとうさつじんじけん）とは、1951年1月13日にアメリカ占領下の沖縄の那覇市で発生した強盗殺人事件。

## 事件の概要
1951年1月13日午後11時45分、那覇市3区6組（現壷屋）のある民家に二人の男が訪れた。二人組の男らは民家で「台湾からメリケン粉、米、果物類を大量に密輸入してあるから売りさばいてくれ」と依頼したが断られた。そして、「警察の目がうるさく旅館に宿泊できないので泊めてくれ」と頼んだが、これも断られた。
すると、いきなり民家のかまどから薪を取り出し、被害者一家を滅多打ちにした。そして押入れにあった衣服を盗み逃走した。この事件で2人が死亡、1人が重傷を負った。
沖縄群島警察（後の琉球警察）那覇警察署は直ちに指名手配をし、事件発生から3日後に犯人たちは逮捕された。

## 犯人と裁判
犯人たちは、那覇警察署の留置場で知り合い意気投合した。その後出所して落ち合い、当時商売をやっていた被害者に目を付け、一家皆殺しにして金品を強奪後、日本本土に逃亡する計画を立て、実行に移した。
裁判では両人とも死刑判決が下り上告も棄却されたが、琉球列島米国民政府のマーク・W・クラーク民政長官により、無期懲役に減刑された。